# Shawn Pyfrom
Shawn Caminiti Pyfrom (sinh ngày 16 tháng 8 năm 1986) là một nam diễn viên người Mỹ.